# Chlamigala mirabilis
Chlamigala mirabilis es un coleóptero de la familia Chrysomelidae.
Fue descrita científicamente en 2002 por Medvedev & Bezdek.